# Euphorbia fendleri
Euphorbia fendleri är en törelväxtart som beskrevs av John Torrey och Asa Gray. Euphorbia fendleri ingår i släktet törlar, och familjen törelväxter.

## Underarter
Arten delas in i följande underarter:
- E. f. fendleri
- E. f. triligulata

## Bildgalleri

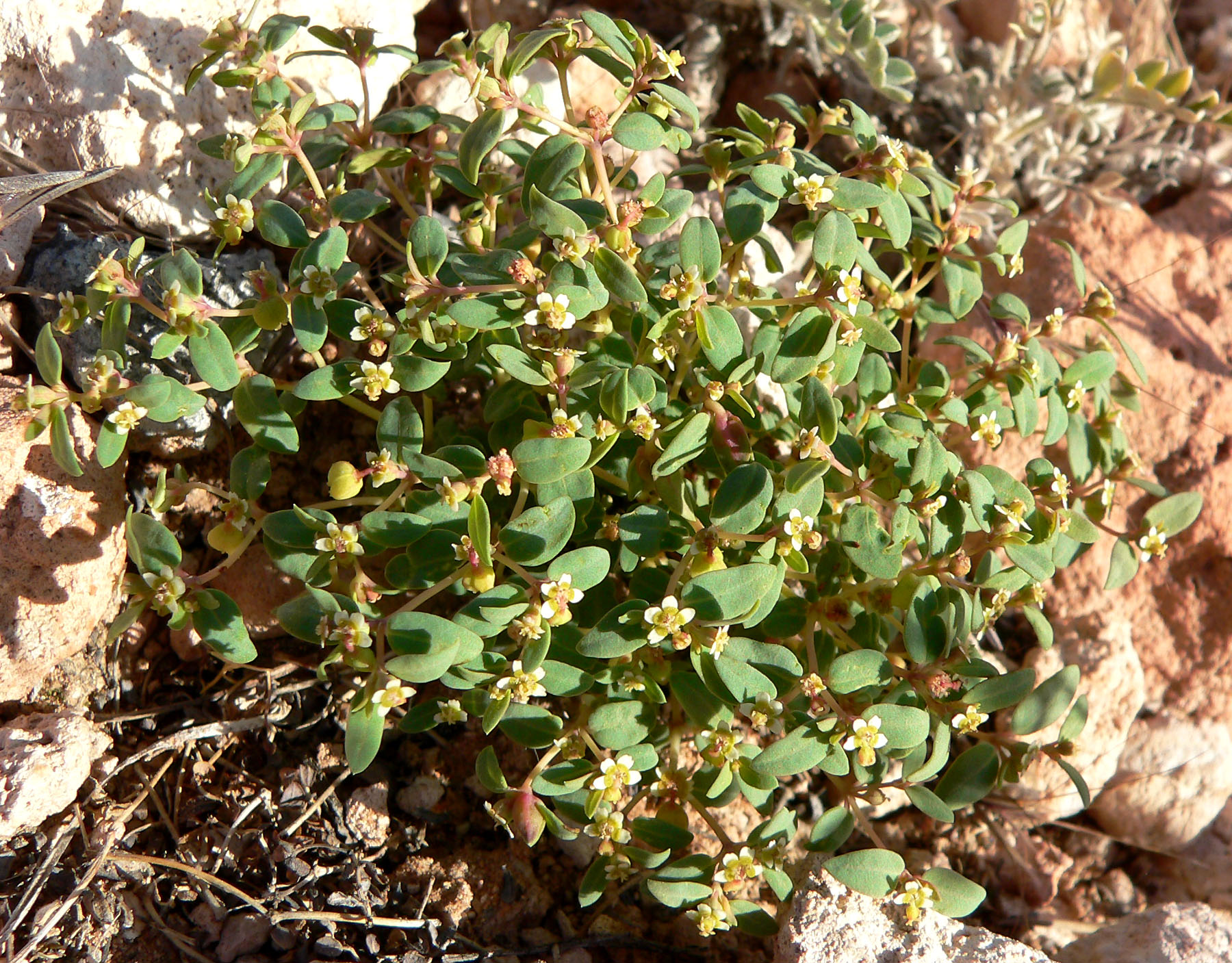
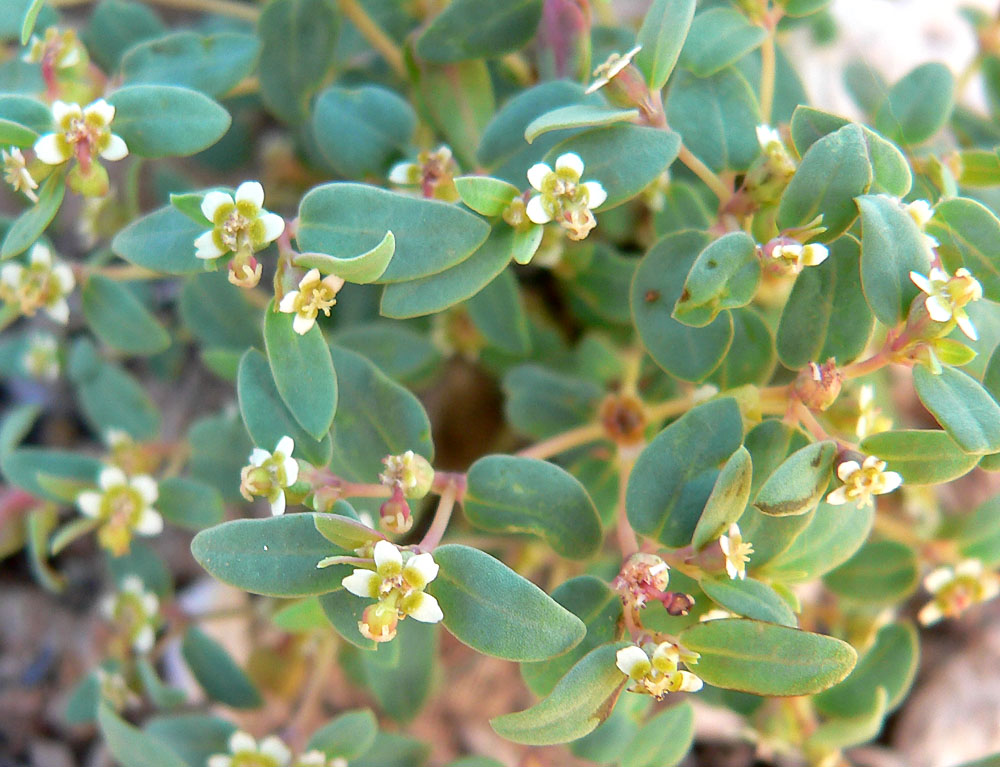
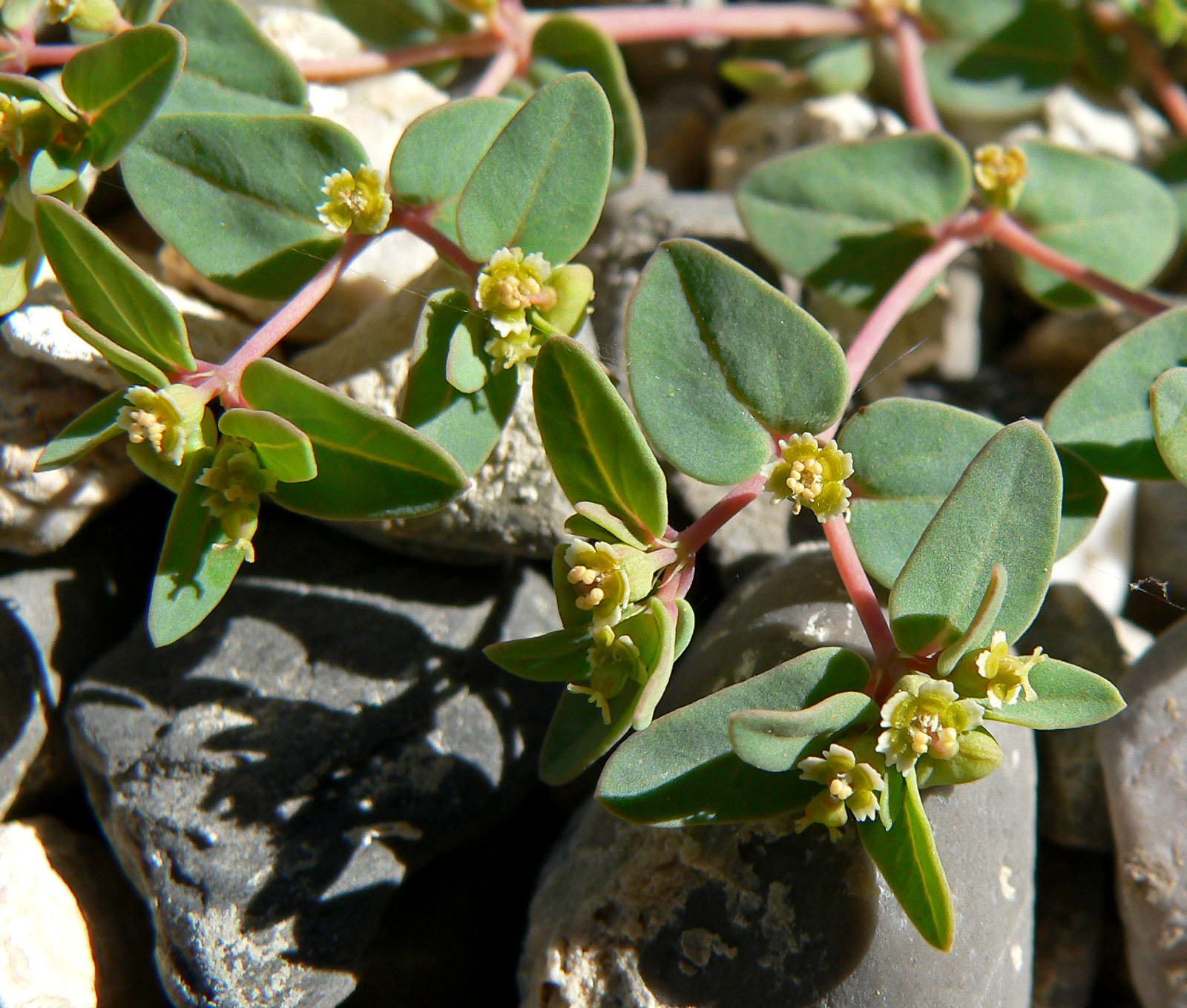